# پرشیا خودرو
پرشیا خودرو شرکت خودروسازی ایرانی است که دفتر مرکزی آن در تهران قرار دارد و در آذر ۱۳۸۳ بنیان نهاده شد. این شرکت از ابتدای کار تاکنون تمرکز خود را روی فروش و خدمات پس از فروش و گارانتی و تیونینگ خودروهای ب‌ام‌و و مینی معطوف کرده است.
پرشیا خودرو تیونینگ شرکت پرشیا خودرو خدماتی در زمینه تقویت و تیونینگ خودروهای ب ام و و مینی انجام می‌دهد که شامل نصب کیت‌های اگزوز، کیت‌های بدنه و کاورهای محافظتی بدنه می‌شود.
پرشیا خودرو کلاسیک شرکت پرشیا خودرو بخشی در زمینه بازسازی خودروهای ب ام و و مینی دارد که بازسازی خودروهای این دو برند را با استانداردهای بالایی انجام می‌دهد.
پرشیاتو شرکت پرشیا خودرو با راه اندازی برند جدید پرشیاتو، اقدام به تولید و عرضه اکسسوری و لایف استایل با کیفیت و فاخر با برند پرشیاتو نموده است.
پرشیاساین پرشیا خودرو با راه اندازی برند پرشیاساین اقدام به ارائه قطعات یدکی اورجینال BMW, MINI و محصولات مکمل خودروهای پریمیوم نموده است.
پرشیا خودرو به جهت کاهش هزینه‌های تعمیر و نگه داری خودروهای ب‌ام‌و با عمر بالای ۵ سال طرح فروش قطعات با برند «پرشیا ساین» را راه اندازی کرده است.در سال ۱۴۰۴ پرشیا خودرو انواع ب ام و مینی و برخی محصولات نیسان را به ایران وارد کرد